# Arrup dentatus
Arrup dentatus är en mångfotingart som först beskrevs av Masatoshi Takakuwa 1934.  Arrup dentatus ingår i släktet Arrup och familjen storhuvudjordkrypare. Inga underarter finns listade i Catalogue of Life.